# Organothrips bianchii
Organothrips bianchii är en insektsart som beskrevs av Ian A. Hood 1940. Organothrips bianchii ingår i släktet Organothrips och familjen smaltripsar. Inga underarter finns listade i Catalogue of Life.